# Калкаманулы, Азиз
Азиз Калкаманулы (род. 9 января 1993) — казахстанский дзюдоист.

## Биография
Тренер — Галымжан Жылкелдиев.
- Серебряный призёр молодёжного чемпионата мира (ЮАР, 2011)
- Бронзовый призёр Кубка Европы (Германия, 2014)
- Бронзовый призёр Гран-при (Астана, 2014).

Мастер спорта Республики Казахстан международного класса.